# Wilhelm Scharp
Karl Wilhelm (Vilhelm) Scharp, född 27 november 1863 i Stockholm, död där 11 maj 1917, var en svensk läkare och specialist på lungmedicin.

## Biografi
Wilhelm Scharp blev medicine kandidat vid Uppsala universitet 1889 och medicine licentiat vid Karolinska institutet 1894. Efter tjänstgöring vid Allmänna Barnhuset i Stockholm var han praktiserande läkare i barnsjukdomar i Stockholm 1898–1903. Under denna tid insjuknade han i lungtuberkulos och genomgick kurer för detta i Davos i Schweiz och på Vejlefjords sanatorium i Danmark och blev då djupt intresserad av tuberkulossjukdomen. Nästa steg var att bli underläkare på Österåsens sanatorium nära Sollefteå. Här rekryterades han att 1907 som den förste överläkaren leda Romanäs sanatorium nära Tranås. Hans efterträdare Alfred von Rosen skrev i sina minnesord över Scharp: "Han hörde sedan länge till de av tuberkulos märkta, något som naturligtvis i alldeles särskild grad gjorde honom skickad att förstå och sätta sig in i den sjukdom till vars bekämpande han ägnade sitt liv. Det torde ej vara förmätet att säga att Scharp rent av dyrkades av många bland sina patienter."
Scharp deltog i bildandet av Pediatriska sällskapet i Stockholm och Sällskapet Barnavård. Under tiden på Romanäs blev han initiativtagare till Svenska Sanatorieläkareföreningen, vars sekreterare han var 1911-1913.